# 隆尚

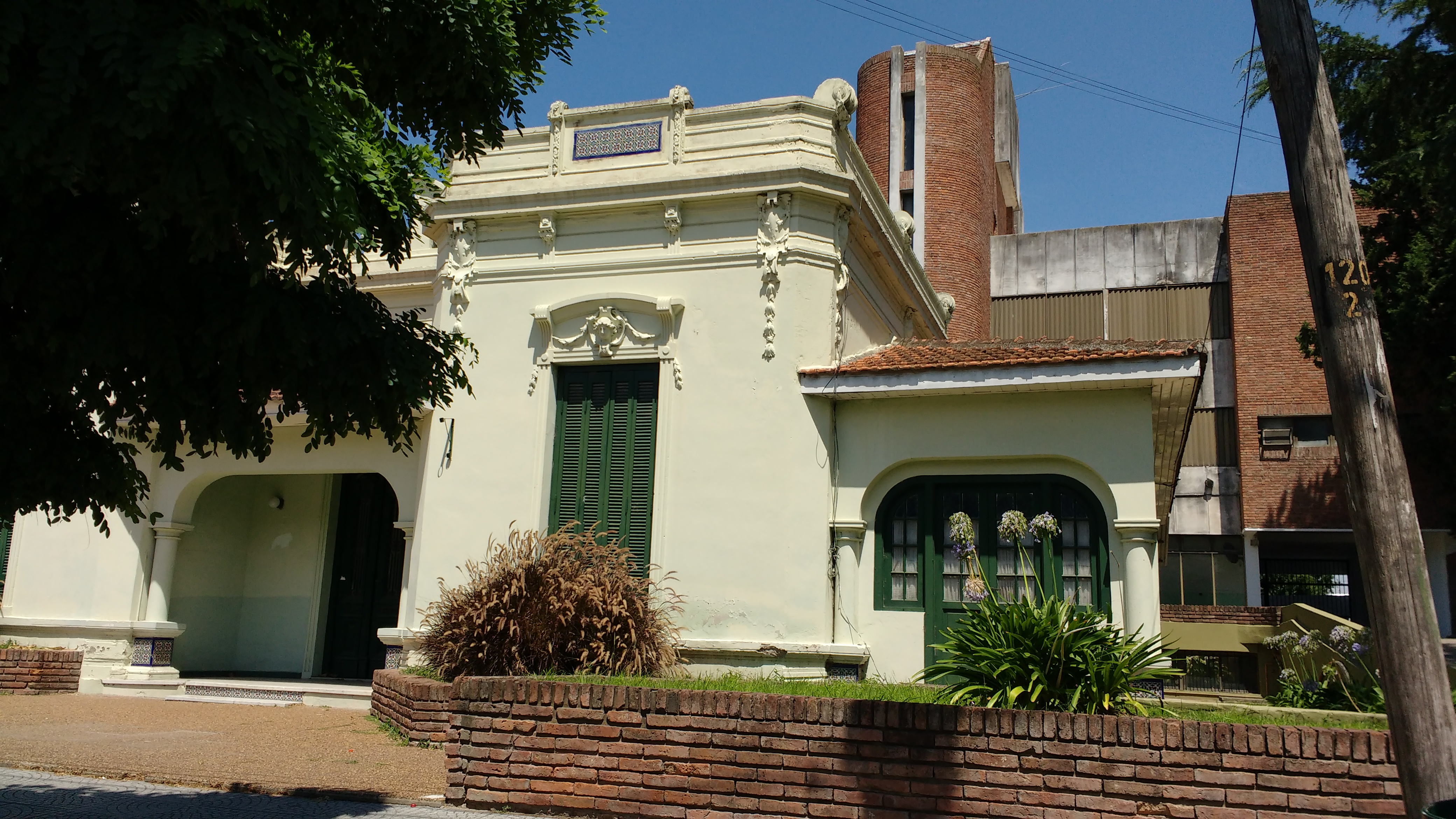
隆尚

隆尚（Longchamps）是阿根廷的城市，位於該國東北部，距離首都布宜諾斯艾利斯約30公里，由布宜諾斯艾利斯省負責管轄，始建於1910年8月10日，海拔高度25米，2001年人口47,622。

## 外部連結
- （西班牙文） Municipal website （页面存档备份，存于）

34°51′S 58°23′W / 34.850°S 58.383°W